# Ramon Maria Riudor i Capella
Ramon Maria Riudor i Capella (Barcelona, 26 de julio de 1867–Tiana, 20 de abril de 1938) fue un arquitecto modernista español. 

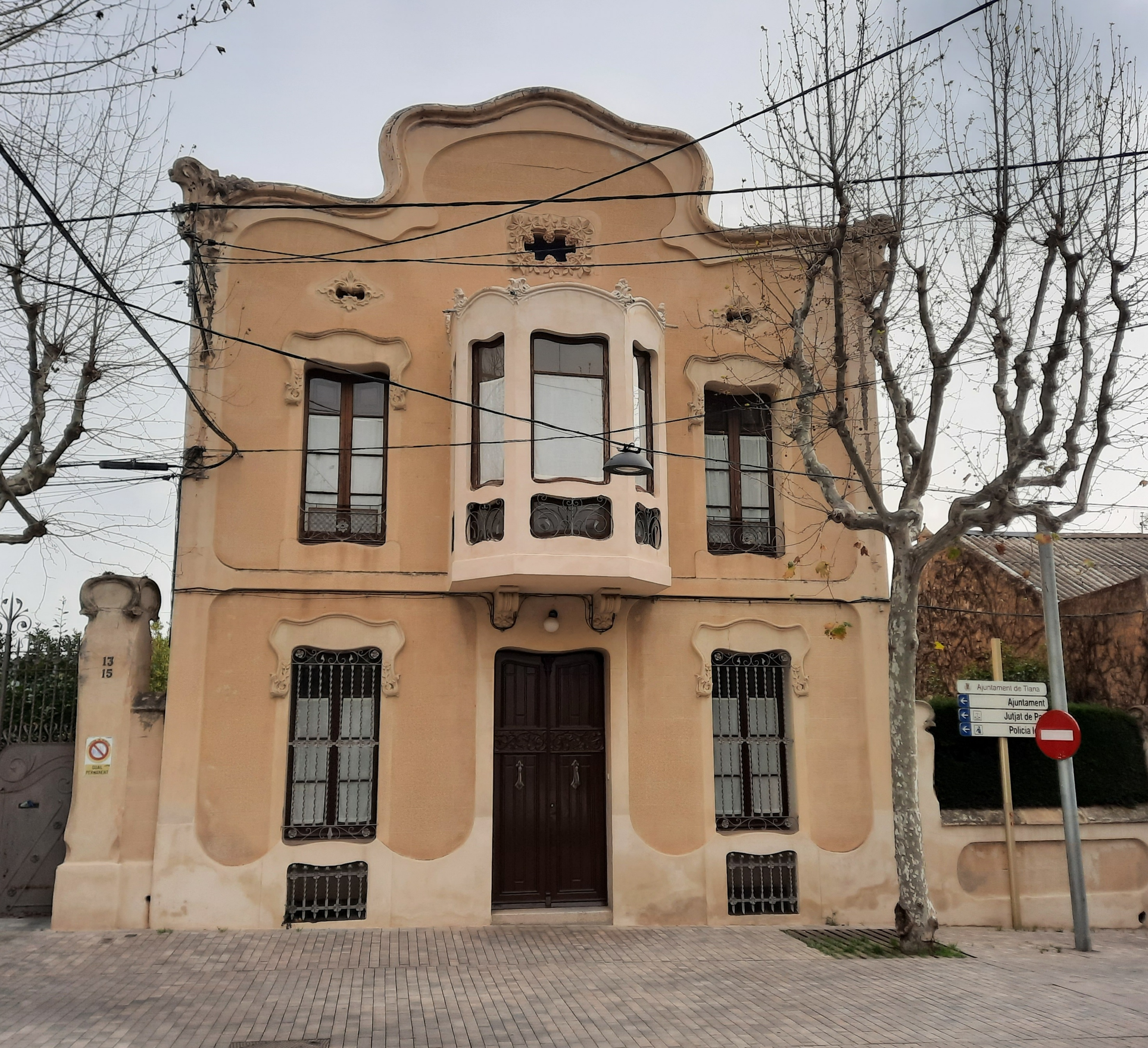
Ca l'Artusa, Tiana (1906)

Estudió en la Escuela de Arquitectura de Barcelona, donde se tituló en 1890. Evolucionó del neogótico a un modernismo de alegres formas y decoración. Fue arquitecto municipal de Tiana (1900-1938), donde fue autor del Casino (1911) y las casas Artusa (1906), Can Robert (1903-1918) y Can Fatjó (1911-1914). Fue igualmente arquitecto municipal de San Andrés de Llavaneras (1927-1928).
Su hijo Lluís Riudor i Carol fue también arquitecto.